# HMS Entreprenante
Pour les articles homonymes, voir Entreprenante.
L'Entreprenante (également appelé Entreprenant) est un cotre en service dans la Royal Navy au début du XIXe siècle. 

## Historique
Le HMS Entreprenante, qui fut également appelé Entreprenant, était un cotre de 10 canons, construit en France en 1797, que la Royal Navy avait capturé aux Français en 1798. 
Les Britanniques l'ont commandé à partir de 1799 et il a servi pendant les guerres de la Révolution et napoléoniennes, participant à la bataille de Trafalgar en 1805. Il a été le seul navire de la Royal Navy à porter ce nom. Il opère en mer Méditerranée, dans la Manche et sur les côtes de l'Espagne, prenant part à plusieurs petits engagements, capturant des navires espagnols et français avant d'être vendu en 1812 pour être démoli.